# Bubáci pro všední den
Bubáci pro všední den jsou sbírka humoristických povídek českého spisovatele Karla Michala. 

## Vydání
Kniha vyšla prvně v roce 1961 v nakladatelství Československý spisovatel. Znamenala průlom v oblasti satiry v komunistickém režimu v Československu. Ve sbírce je sedm povídek, všechny spojuje pohádkový motiv - obyčejný český člověk své doby se v ní nečekaně setká s nějakou pohádkovou nebo nadpřirozenou bytostí a změní to jeho život. Dění, které se dá do pohybu, pak ukazuje malost a absurditu společenského systému, nebo skryté, většinou temné a ubohé, potenciály obyčejného „slušného člověka“. Šlo o autorovu druhou knihu. Zpětně byla v anketě Magnesia Litera: Kniha století vyhlášena nejlepší českou knihou roku 1961 a zařazena mezi sto nejlepších českých knih let 1918-2018.

## Náměty povídek

### Jak Pupenec k štěstí přišel (Bílá paní)
Nejslavnější je povídka Jak Pupenec k štěstí přišel, neboť byla v roce 1965 zfilmována pod názvem Bílá paní. V ní se promění život správce hradu Šaratice, když na chodbě potká bílou paní a ohlásí to úřadům. Jejich reakce pak vyvolá sérii komických událostí. 

### Ostatní povídky
- Silná osobnost –  Nesmělý účetní dostane kouzelný prsten, který mu umožní proměňovat se v medvěda. To v něm probudí skryté kriminální touhy a vyloupí spořitelnu.
- Mrtvá kočka –  Novinář se setká s mrtvou, leč mluvící kočkou, jejíž promluvy jsou natolik politicky ožehavé, že si novinář netroufne o této fascinující události nakonec ani poreferovat.
- Mimořádná událost –  Vojáci spatří v kasárnách ducha mrtvého vojáka, ale vojenská mašinerie a úřední logika donutí všechny zúčastněné tento jev popírat.
- Plivník dlaždiče Housky –  Strašidýlko plivník pomáhá svému majiteli tak intenzivně, že ten v práci začne překračovat všechny normy, za což ale není chválen, naopak; "stachanovec" se stane předmětem nenávisti spolupracovníků i nadřízených, jimž nečekaná výkonnost způsobí spoustu administrativních problémů.
- Kokeš –  Nadpřirozená bytost nabídne obyčejnému člověkovi, že místo něj zabije a odstraní kohokoli chce, což z obyčejného člověka postupně činí zrůdu.
- Balada o Vikýřníkovi –  Zde je naopak strašidlo zaskočeno střetem s prospěchářským a pokryteckým člověkem –  příslušníkem Veřejné bezpečnosti a mění své chování (vydává se na cestu zločinu).

## Hodnocení
Pavel Pešta ve Slovníku české prózy (1994) styl knihy popsal slovy: "Michal pracoval s nadsázkou až ztřeštěnou, kterou přiváděl na samu hranici únosnosti. Přitom se mu podařilo spojit poetičnost s čapkovskou civilností a haškovským plebejstvím v textech mile rozverných a současně dravě kousavých."